# Marcal
Marcal je řeka v Maďarsku, procházející župami Vesprém a Győr-Moson-Sopron. Pramení ve vesnici Sümegprága v části Szőlőhegy a u města Koroncó se vlévá do řeky Ráby.
V říjnu 2010 byla po protržení hráze odkaliště u Ajky řeka znečištěna červeným kalem, který v ní vyhubil veškerý život.

## Sídla ležící u břehu řeky
Marcal prochází následujícími sídly:
- Sümegprága
- Kisvásárhely
- Gógánfa
- Dabronc
- Hetyefő
- Megyer
- Zalameggyes
- Nemeskeresztúr
- Zalaszegvár
- Karakó
- Kamond
- Boba
- Nagypirit
- Nemeskocs
- Mersevát
- Külsővat
- Szergény
- Marcalgergelyi
- Vinár
- Kemeneshőgyész
- Magyargencs
- Nemesgörzsöny
- Egyházaskesző
- Marcaltő
- Malomsok
- Mórichida
- Rábaszentmiklós
- Koroncó

## Přítoky
Do řeky Marcal se vlévají potoky:
- Fenyősi-patak
- Vörös-víz
- Malom-csatorna
- Torna
- Kamond-övárok
- Kodó-patak
- Fövenyes-árok
- Cinca
- Hajagos-patak
- Börhend-patak
- Bittva
- Kis-Séd
- Marcaltői-övárok
- Csikvándi-Bakony-ér
- Csángota-ér
- Téti-árok
- Sókoroi-Bakony-ér
- Marcal-közi-csatorna
- Holt-Marcal